# Vasiliy Lazarovich
Vasyl Lazarovych (ucr. Василь Лазарович) cantor ucrâniano.

## Festival Eurovisão da Canção
Vasyl Lazarovych foi convidado pela televisão ucraniana a representar o país no Festival Eurovisão da Canção 2010, em Oslo, convite o qual o cantor aceitou, e a 29 de dezembro de 2009, foi revelado como representante da Ucrânia para a Eurovisão 2010.